# サクソバンク
サクソバンク（英: Saxo Bank）は、デンマーク・コペンハーゲンに本拠を置くオンライン銀行。日本法人のサクソバンク証券株式会社（英: Saxo Bank Securities Ltd.）はその完全子会社。

## 概要
元々は外為ブローカー業者として1992年に設立。当時の社名は「Midas Fondsmæglerselskab」であった。2001年に銀行業務の免許を得た際に現在の社名に変更された。
2000年代後半以降積極的な海外展開を進めているほか、2008年からは自転車プロロードレースチームのチーム・サクソバンクのメインスポンサーも務めており、急速に世界的な知名度を獲得した。

## 日本における展開
日本においては2008年に東京オフィスを開設したのが最初。翌2009年にはアストマックスから外国為替証拠金取引（FX）子会社の「アストマックスFX株式会社」を買収して「サクソバンクFX株式会社」に社名を変更し、本格的に日本市場に参入した。
2010年12月に社名を「サクソバンクFX証券株式会社」に変更し、2016年2月5日に「サクソバンク証券株式会社」に変更した。
サクソバンク証券の日本における取扱商品は多岐に渡り、FXでは150種類以上の通貨ペア、CFDでは株価指数や株式、ETF/ETN、商品を原資産とする8,000銘柄以上、外国株式では米国や中国（香港、上海、深圳）、欧州主要国の12,000銘柄以上を提供している。
2020年5月に国内初の外国株式オプション（現在は米国株式）の取扱いを開始し、同6月に日本株式CFDの日計り取引（デイトレード）を除く手数料無料化を開始、さらに取扱い銘柄を約1,500へ大幅拡充した。
また2010年に日本証券業協会、2011年に日本商品先物取引協会に入会している。

## サクソバンク証券の沿革
- 2006年（平成18年）
  - 4月 - 三井物産の直系孫会社として、三井物産フューチャーズエフエックス株式会社を資本金5千万円にて設立。
  - 6月 - 資本金を9千万円に増資
  - 10月 - 金融庁における金融先物取引業者の登録を完了
  - 11月 - 金融先物取引業協会に加入、資本金を4億9千万円に増資。三井物産フューチャーズの「為替商品部」を吸収し、営業を開始
- 2007年（平成19年）6月 - アストマックス株式会社の100％子会社となり、アストマックスFX株式会社に商号変更
- 2009年（平成21年）
  - 6月 - 資本金を2億円に減資。サクソバンクの100％子会社となり、サクソバンクFX株式会社に社名変更
  - 7月 - 資本金を3億円に増資
- 2010年（平成22年）
  - 6月 - 日本投資者保護基金に加入
  - 7月 - 日本証券業協会に加入。株価指数CFD、商品CFDのサービスを開始
  - 12月 - サクソバンクFX証券株式会社に商号変更。個別株CFDのサービスを開始する
- 2011年（平成23年）1月 - 経済産業省および農林水産省から商品先物取引業者の許可、日本商品先物取引協会に加入
- 2013年（平成25年）1月 - 株式会社カカクコム・フィナンシャルの店頭デリバティブ事業（kakakuFX、カカクキン）を会社分割により承継
- 2016年（平成28年）
  - 2月 - サクソバンク証券株式会社に商号変更する
  - 3月 - 総合口座、海外商品先物取引、NDF（ノンデリバラブルフォワード）のサービスを開始
- 2018年（平成30年）6月 - 金融庁に第二種金融商品取引業者として登録
- 2020年（令和2年）5月 -  資本金を4億9千万円に増資